# Saint-Zénon
Saint-Zénon (AFI: /sɛ̃zenɔ̃/), antiguamente  Saint-Louis-de-Mantawa , es un municipio perteneciente a la provincia de Quebec en Canadá. Forma parte del municipio regional de condado (MRC) de Matawinie en la región administrativa de Lanaudière.

## Geografía
Saint-Zénon se encuentra en el macizo de Laurentides al centro de Matawinie, 32 kilómetros al norte de Sainte-Émélie-de-l’Énergie y 16 kilómetros al sur de Saint-Michel-des-Saints. Limita al noreste con Baie-de-la-Bouteille, al sureste con Saint-Damien, al sur con Sainte-Émélie-de-l'Énergie, al suroeste con Saint-Guillaume-Nord y al noroeste con Saint-Michel-des-Saints. Su superficie total es de 493,22 km², de los cuales 458,96 km² son tierra firme. Saint-Zénon es la localidad de Quebec en la altitud más elevada (730 metros). Aproximativamente 180 estanques bañan el territorio, como los lagos Saint-Louis, Saint-Sébastien, à Eugène y Albert. El valle del río Sauvage, las Siete Cataratas y el monte Brassard son elementos geográficos destacables.

## Urbanismo
El territorio de Saint-Zénon cuenta con espacios naturales como la reserva fáunica Mastigouche, el parque de Sept-Chutes, las zonas de explotación controlada (ZEC) Lavigne y des Nymphes, así como las pourvoiries Bastillère, Réal Massé, St-Zénon y Trudeau. La ruta Brassard (carretera regional  QC 131 ) une Saint-Zénon a Saint-Michel-des-Saints al norte y a Sainte-Émélie-de-l’Énergie y Joliette al sur.

## Historia
Los atikameks se pasean por la región de Saint-Zénon desde hace tiempo. La población europea sobrevino más tarde que en otras partes de Lanaudière. En 1865, el padre Théophile-Stanislas Provost estableció la pequeña comunidad católica de Saint-Louis-de-Mantawa cerca el lago Saint-Louis. La parroquia católica fue instituida en 1870 con el nombre de Saint-Zénon, honrando a san Zenón. La oficina de correos abrió en 1886. Entre 1870 y 1950, la explotación forestal y la agricultura eran las actividades económicas de base de la localidad. Aunque la industria forestal está todavía presente, el turismo y el veraneo han tomado más importancia.

## Política
Saint-Zénon es un municipio formando parte del MRC de Matawinie. El consejo municipal se compone del alcalde y de seis consejeros sin división territorial. El alcalde actual (2016) es Richard Rondeau, que sucedió a Eddy St-Georges en 2013.
|            | 2005-2009                                                                                         | 2009-2013                                                                              | 2013-2017                                                                         |
| Alcalde    | Murielle Richard                                                                                  | Eddy St-Georges                                                                        | Richard Rondeau                                                                   |
| Consejeros | Pierre Legault Michel Marineau Diane Rivest Marcellin Rondeau Jean-Yves Tessier Fernand Thibeault | Cynthia Beauséjour# Anne Cyr# Pascal Julien# Anny Malo# Johanne Sauvé Richard Rondeau# | Pierre Allard# Daniel April# Anne Cyr# Denis Émond# Réjean Marion# Johanne Sauvé# |

* Consejero al inicio del mandato pero no al fin.  ** Consejero al fin del mandato pero no al inicio. # En el partido del alcalde.
El territorio de Saint-Zénon está ubicado en la circunscripción electoral de Berthier a nivel provincial y de Montcalm  a nivel federal.

## Demografía
Según el censo de Canadá de 2011, Saint-Zénon contaba con 1115 habitantes. La densidad de población estaba de 2,4 hab./km². Entre 2006 y 2011 habría amado una disminución de 264 habitantes (19,1 %). En 2011, el número total de inmuebles particulares era de 1080, de los cuales 551 estaban ocupados por residentes habituales, otros siendo desocupados o residencias secundarias.
Evolución de la población total, 1991-2015
* Datos pueden ser no correctos.

## Economía
Los diversos estanques, los paisajes y la clima han permitido a la caza y pesca así como la motonieve y el veraneo que se desarrollar como actividades económicas.